# Locarn
Locarn (tiếng Breton: Lokarn) là một xã của tỉnh Côtes-d’Armor, thuộc vùng Bretagne, tây bắc Pháp.

## Dân số
Người dân ở Locarn được gọi là Locarnois hoặc Locarnais.